# 陸子彰
陸子彰（497年—550年），本名士沈。字明远，河南郡洛阳县（今河南省洛阳市东）人，北魏、东魏官员。
陸子彰是平原简王陆丽曾孙，钜鹿郡公陆叡的孙子，淮阳男陆希道第四子。陆昕之的妻子常山公主有三女无男，以陆昕之从兄陆希道第四子陆子彰为后。陸子彰之妻为元禧女上庸公主，长于彭城王元勰家，与元子攸友善。魏孝明帝正光年间，袭爵东郡公，官至散骑侍郎。元子攸即位为魏孝庄帝，封陸子彰濮阳王，拜给事黄门侍郎。出为洛州刺史。魏孝静帝天平年间，拜卫将军。为母丁忧去职，元象年间，以本将军除齐州刺史，转任北豫州刺史、徐州刺史，一年历任三州。为州官时，专事聚敛钱财，晚年能改过，并虚己待士。之后历任青州、冀州、沧州等州刺史，守法勤政，受民敬爱。武定八年（550年），为中书监，喜好道术，病重时，不杀生，陸子彰去世后，赠骠骑大将军，谥号文宣。

## 家庭

### 子女
- 陆卬，北齐吏部郎中、清都郡中正
- 陆骏，北齐东广州刺史
- 陆杳，北齐使持节、骠骑大将军、开府仪同三司、都督秦州诸军事、秦州刺史
- 陆骞，北齐吏部郎中
- 陆抟，北齐著作佐郎
- 陆彦师，隋朝上仪同、汾州刺史、临水县子
- 陆氏，嫁北齐仪同三司、□兖州刺史、广阿县公窦孝敬[1]